# Fildeling
Fildeling vil sige at dele filer med hinanden, f.eks. over Internettet. Fildeling kan fungere på flere måder, fx ved cloud computing, som kan give flere brugere mulighed for at dele store mængder data på tværs af flere platforme såsom pc, browser, mobil, tablets etc. Så er der file hosting tjenester, der fungerer som en slags webbaseret harddisk, man kan uploade og downloade filer til og fra. File hosting er som regel lukket til bestemte brugere. Dernæst er der fildelingstjenester (eller file sharing tjenester), der er mere simpelt end file hosting. Her uploader man filer til en hjemmeside, som oftest er tilgængelig for alle, og downloader filen i et program.
Der har været nogle juridiske komplikationer, fordi folk har brugt fildelingstjenester til at sende data, de ikke har haft tilladelse til at sende. Deling af filer på offentligt tilgængelige fildelingsnetværk i ophavsretlig forstand en tilængeliggørelse for almenheden og kræver derfor tilladelse fra rettighedshaveren, hvis det der sendes er ophavsretligt beskyttet.
Alt hvad der er digitalt bliver delt gennem disse netværk – det vil sige både musik, film, software og spil.

## Samfundsmæssig konsekvens
Fildeling er blevet beskyldt for at koste blandt andet musik- og underholdningsbranchen indtægter, da det bliver muligt at hente for eksempel ulovligt kopierede film og albums uden at betale for indholdet. Der er dog også undersøgelser der viser, at branchen trods væksten i fildeling har oplevet øget indtjening, hvilket ikke tyder på at fildeling er skadeligt for markedet. En rapport der undersøger industriens egne tal konkluderer således at der siden årtusindskiftet har været en stadig fremgang, og at forbruget på underholdningsmarkedet pr. husstand er steget trods finanskrisen. Hermed gives der betydeligt mindre vægt til argumenter om fildelings skadelighed, der senest har ført til lovforslag som det amerikanske SOPA, der var til debat i starten af 2012, samt den internationale handelsaftale ACTA. Det amerikanske lovforslag "SOPA" blev dog ikke vedtaget, ligesom Europaparlamentet afviste at ratificere ACTA-aftalen.

## Eksempler på tjenester
| Fildelingstjenester - Kazaa - eDonkey - eMule - LimeWire - DC++ - μTorrent - Bearshare - RapidShare |  | File hosting tjenester - Dropbox - SkyDrive - Windows Live Mesh - Filecamp - CX Sync |  | Cloud computing tjenester - iCloud - Google Drive - Cloud Safe - cloud.com |  |  |